# Serie A 1994-1995
La Serie A 1994-1995 è stata la 93ª edizione della massima serie del campionato italiano di calcio (la 63ª a girone unico), disputata tra il 4 settembre 1994 e il 4 giugno 1995 e conclusa con la vittoria della Juventus, al suo ventitreesimo titolo.
Capocannoniere del torneo è stato Gabriel Batistuta (Fiorentina) con 26 reti.

## Stagione

### Novità
È stato il primo torneo della massima serie italiana in cui la vittoria comportava l'assegnazione di tre punti in classifica. Dopo trentadue anni si riaffacciava alla Serie A il Padova, vincitore dello spareggio contro il Cesena, accompagnando le già promosse Fiorentina, tornata immediatamente in massima divisione dopo la retrocessione del 1993, Bari e Brescia.

### Calciomercato

Il lusitano Paulo Sousa, nuovo regista della e tra i maggiori artefici dello scudetto, tornato sulle maglie bianconere dopo nove anni.

Grandi cambiamenti alla Juventus che, chiusa definitivamente la ventennale epoca bonipertiana, ufficializzò un nuovo assetto dirigenziale con il passaggio di consegne fra Gianni Agnelli e il fratello Umberto nonché il debutto della cosiddetta Triade composta da Luciano Moggi, Antonio Giraudo e l'ex bandiera Roberto Bettega. Fu rivoluzione anche nell'undici titolare, soprattutto in difesa e a centrocampo, con gli arrivi di Ferrara, degli stranieri Deschamps e Sousa oltreché del promettente Tacchinardi il quale si ritaglierà un suo spazio. A completare l'opera di rinnovamento, i bianconeri accolsero in panchina l'emergente Marcello Lippi: deciso a sfruttare al meglio la novità dei tre punti a vittoria, il tecnico viareggino varò un offensivo modulo a tre punte con Roberto Baggio, Vialli e Ravanelli, più lo scalpitante Del Piero prima riserva, rendendo la squadra piemontese forte fisicamente e atleticamente.

Il portiere della nazionale Gianluca Pagliuca, neoacquisto dell'.

In un'estate priva di acquisti di rilievo, tra le pretendenti al titolo il Milan degli Invincibili, dominatore dell'ultimo triennio nonché fresco vincitore della Champions League, lasciò pressoché immutato l'organico a disposizione di Fabio Capello, eccezion fatta per il ritorno di Gullit dopo un anno alla Sampdoria. Proprio dai doriani l'Inter di Ottavio Bianchi prelevò l'estremo difensore della nazionale italiana, Pagliuca, pagato quindici miliardi comprensivi dei cartellini di due bandiere nerazzurre, Zenga e Ferri, i quali si trasferirono in blucerchiato assieme all'ex giallorosso Mihajlović.
Per la sua lanciata Lazio il patron Cragnotti dirottò Dino Zoff alla presidenza, sostituendolo in panchina con l'emergente Zdeněk Zeman: in una squadra rinforzatasi con gli innesti di Chamot e Rambaudi, il tecnico boemo disegnò un prolifico attacco composto dal tridente Bokšić-Casiraghi-Signori. Sempre più competitivo il rampante Parma di Nevio Scala, che non nascose ambizioni oramai da scudetto con gli ingaggi dell'ex juventino Dino Baggio e del portoghese Couto, mentre la Roma di Carlo Mazzone accolse Moriero, lo svedese Thern e l'uruguaiano Fonseca, dando inoltre maggiore spazio a un diciottenne Totti che già lasciava intravedere sprazzi della sua classe.
La Fiorentina di Claudio Ranieri, appena risalita dalla Serie B, poté contare sul confermato Batistuta e su due nuovi acquisti, Márcio Santos, fresco campione del mondo con la Seleção, e il giovane lusitano Rui Costa. Il Torino si rinforzò con Angloma e Pessotto nella retroguardia, e Rizzitelli e Abedi Pelé in avanti, mentre il Napoli, che passerà dopo poche giornate nelle mani della coppia Cané-Boškov, una volta superato il rischio estivo di fallimento societario puntò soprattutto su Carbone e sugli stranieri André Cruz, Boghossian e Rincón.
Il neopromosso Bari affiancò in attacco il colombiano Guerrero ai confermati Protti e Tovalieri, così come si concentrarono sul reparto offensivo anche il Cagliari di Óscar Tabárez, che prelevò Muzzi dalla Roma, e la Cremonese che ottenne dai doriani il prestito di Enrico Chiesa, chiamato alla definitiva affermazione ad alti livelli. Da par suo la Reggiana, oltre al ritorno in granata di Padovano nella sessione autunnale, scommise sul ventenne Oliseh fattosi notare con la Nigeria alla rassegna iridata appena conclusasi in Nordamerica.

Lo statunitense Alexi Lalas, rinforzo del neopromosso e tra i principali spunti d'interesse dell'annata.

Il calciomercato si colorò, infine, di due esotiche novità: il Genoa portò in Liguria Miura, il primo giapponese a calcare i campi della Serie A, mentre il Padova di Mauro Sandreani, riapparso in massima serie dopo trentadue anni, diede una chance al "difensore-chitarrista" Lalas, anche lui messosi in mostra durante il mondiale nonché primo statunitense a venire tesserato da una società italiana.

### Avvenimenti

#### Girone di andata
Il campionato successivo al mondiale statunitense partì il 4 settembre 1994. Le due protagoniste d'inizio stagione furono il Parma di Zola e Asprilla, provinciale ormai assestatasi a solida realtà del calcio anni 90, e la Roma del tandem sudamericano Fonseca-Balbo: le due squadre passarono in testa alla quinta giornata, alternandosi in vetta fino al 30 ottobre, quando la vittoria nello scontro diretto (1-0) permise agli emiliani di tentare la fuga.
Dietro di loro, nel mese di novembre guadagnarono terreno la nuova Juventus di Lippi, in costante crescita dopo l'iniziale rodaggio (comprensivo del gol fantasma subìto nel rovescio di Foggia oltreché dell'impossibilità di vantare i possibili punti del derby di andata, rinviato a gennaio per l'alluvione del Tanaro), accompagnata dalla Lazio di Signori e dalla neopromossa Fiorentina di Batistuta – quest'ultimo capocannoniere al termine della stagione –; proprio l'argentino stabilì il nuovo primato di giornate iniziali consecutive in rete, mettendo a segno 13 gol nei primi undici turni, battendo il precedente record del bolognese Pascutti di 12 reti nelle prime dieci giornate del torneo 1962-1963.

Gianfranco Zola, fantasista del capace d'impegnarsi, per la prima volta, nella lotta per lo scudetto.

Appena sotto le zone di vertice, appariva invece in crisi d'identità il calcio meneghino: i campioni uscenti del Milan, distratti dalla Champions League nonché da nervosismi interni che, tra gli altri, porteranno Gullit a un precoce ritorno a Genova, persero subito terreno; peggio andò all'Inter, peraltro in procinto di passare a torneo in corso dalla proprietà Pellegrini a quella storica dei Moratti (stavolta in mano a Massimo, figlio di Angelo), che chiuderà il girone di andata appena pochi punti sopra la zona retrocessione. Sorprese invece il Foggia che non sembrò fin qui patire il dopo-Zeman, stazionando sotto la nuova guida di Catuzzi nei pressi della zona UEFA.
Sul finire dell'anno solare emersero prepotentemente i bianconeri, i quali, pur privati dell'apporto del loro capitano e numero dieci Roberto Baggio, seriamente infortunatosi il 27 novembre a Padova e destinato a rimanere per cinque mesi lontano dai campi, trovarono nel ventenne Del Piero, esploso in poche settimane ai massimi livelli, nonché in un Vialli rigenerato dalla gestione Lippi, due delle pedine su cui puntare per la rincorsa al titolo, assieme alla definitiva affermazione del panzer Ravanelli e alla solidità del duo di centrocampo Sousa-Deschamps.
Il 4 dicembre, in una delle gare spartiacque della stagione, la Juventus rimontò i viola al Delle Alpi (da 0-2 a 3-2 negli ultimi 20') grazie a un'invenzione allo scadere proprio di Del Piero – un pallonetto al volo rimasto negli annali – mentre sette giorni dopo, grazie alla vittoria nella trasferta capitolina sui biancocelesti (3-4) guadagnò la vetta solitaria, peraltro con una gara da recuperare rispetto alle avversarie. Nonostante il passo falso della settimana seguente contro il Genoa (dettato ancora da un gol fantasma subìto alla scadere) che le costò immediatamente il primato in favore dei ducali, al rientro dalla sosta natalizia il successo al Tardini nello scontro diretto dell'8 gennaio 1995 (1-3) spinse la squadra torinese verso il simbolico titolo d'inverno, incamerato due turni più tardi.

#### Girone di ritorno

L'argentino Gabriel Batistuta, punta della neopromossa e miglior marcatore del campionato con 26 reti.

Con l'inizio del girone di ritorno, il 29 gennaio il torneo venne funestato dai fatti di Genova dove, negli scontri tra tifosi genoani e milanisti, fuori dal Marassi venne accoltellato a morte il sostenitore rossoblù Vincenzo Spagnolo: l'episodio provocò la sospensione della partita e una settimana di stop a tutti i campionati nazionali, decisione che tuttavia non risolverà il problema della violenza ultras negli stadi italiani.
Tra febbraio e marzo una spregiudicata Juventus, interpretando meglio delle rivali la nuova regola dei tre punti a vittoria, con un gioco sempre votato all'attacco seppe accumulare un considerevole vantaggio: già il 1º aprile, la vittoria nella classica di Milano (0-2) parve prefigurare l'ormai prossimo passaggio di consegne fra i detentori e i nuovi campioni. Dunque, nelle domeniche successive la squadra di Lippi amministrò il proprio bottino di punti e non risentì troppo di alcune inattese sconfitte, tra cui quelle nelle due stracittadine. La Vecchia Signora conquistò matematicamente lo scudetto il 21 maggio, con due turni di anticipo, battendo nettamente (4-0) nel big match di Torino un ormai sfiduciato Parma. Fu il ventitreesimo titolo nazionale, affermazione che mancava ai piemontesi dalla stagione 1985-1986: un successo dedicato ad Andrea Fortunato, promettente terzino bianconero scomparso il precedente 25 aprile, non ancora ventiquattrenne, dopo avere lottato per quasi un anno contro la leucemia.

Dall'alto in basso: il giovane fantasista Alessandro Del Piero, maggiore rivelazione del campionato, e il libero Massimo Carrera festeggiano lo scudetto juventino dopo il vittorioso scontro diretto sui parmensi (4-0) del 21 maggio 1995.

I gialloblù di Scala, comunque appagati dal trionfo di quattro giorni prima nella finale di Coppa UEFA contro gli stessi bianconeri, nelle giornate conclusive si lasciarono agganciare dalla Lazio di Zeman, pur rimanendo secondi in graduatoria per classifica avulsa. Conquistato il diritto a prendere parte alla successiva Champions League, a fine stagione la Juventus fece propria anche la Coppa Italia nell'ennesimo confronto col Parma – un dualismo che assurse a vero e proprio leitmotiv dell'annata calcistica continentale –, lasciando ai ducali lo slot per la partecipazione alla Coppa delle Coppe.
La qualificazione alla Coppa UEFA fu così appannaggio delle due romane e delle due milanesi. L'ultima a ottenere il pass europeo fu l'Inter, in risalita e che, già braccata dal Cagliari, negli ultimi turni faticò a tenere a bada anche un Napoli partito in sordina ma ripresosi alla distanza; i nerazzurri riuscirono a prevalere sulle inseguitrici solo all'ultimo minuto dell'ultima giornata, con un gol di Delvecchio al Padova che andò a escludere proprio i partenopei, cui rimase la magra soddisfazione di essere risultata la seconda migliore squadra del girone di ritorno.
La corsa per la salvezza premiò la Cremonese e il neopromosso Bari, tuttavia calato alla distanza dopo un buon avvio, mentre, pur a fronte di un girone di andata di spessore, un crollo di rendimento nella tornata conclusiva sancì il ritorno in Serie B del Foggia. Rimasero sul fondo della classifica la Reggiana e soprattutto il fanalino di coda Brescia: le rondinelle andarono incontro a una stagione totalmente fallimentare, perdendo consecutivamente gli ultimi quindici incontri di campionato e mettendo assieme appena 12 punti, che uniti a vari altri primati negativi, affibbiarono ai lombardi la poco edificante nomea di peggiore squadra nella storia della Serie A. L'ultima formazione a scendere di categoria fu il Genoa, sconfitto ai tiri di rigore dal Padova nello spareggio di Firenze.

## Squadre partecipanti

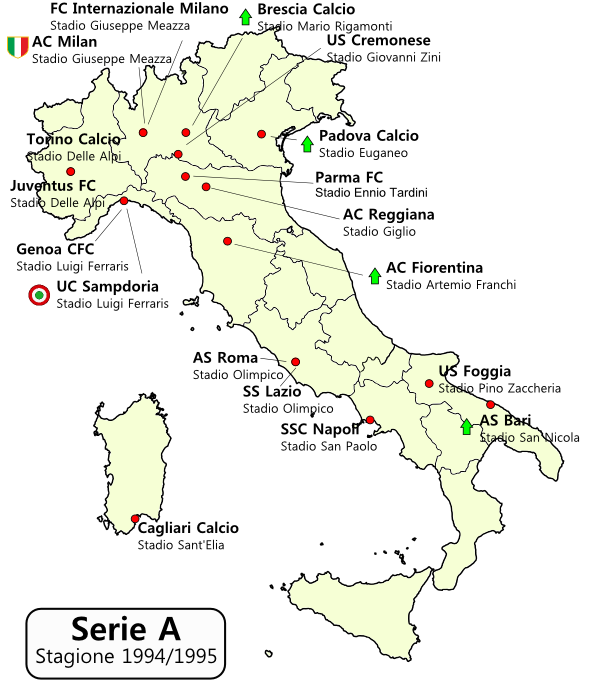
Ubicazione delle squadre della Serie A 1994-1995

| Club       | Stagione | Città         | Stadio                                                               | Stagione precedente           |
| ---------- | -------- | ------------- | -------------------------------------------------------------------- | ----------------------------- |
| Bari       | dettagli | Bari          | Stadio San Nicola                                                    | 2º posto in Serie B, promosso |
| Brescia    | dettagli | Brescia       | Stadio Mario Rigamonti                                               | 3º posto in Serie B, promosso |
| Cagliari   | dettagli | Cagliari      | Stadio Sant'Elia                                                     | 12º posto in Serie A          |
| Cremonese  | dettagli | Cremona       | Stadio Giovanni Zini                                                 | 11º posto in Serie A          |
| Fiorentina | dettagli | Firenze       | Stadio Artemio Franchi                                               | 1º posto in Serie B, promossa |
| Foggia     | dettagli | Foggia        | Stadio Pino Zaccheria                                                | 9º posto in Serie A           |
| Genoa      | dettagli | Genova        | Stadio Luigi Ferraris Stadio Dino Manuzzi, Cesena (solo 2ª)          | 10º posto in Serie A          |
| Inter      | dettagli | Milano        | Stadio Giuseppe Meazza                                               | 13º posto in Serie A          |
| Juventus   | dettagli | Torino        | Stadio delle Alpi                                                    | 2º posto in Serie A           |
| Lazio      | dettagli | Roma          | Stadio Olimpico                                                      | 3º posto in Serie A           |
| Milan      | dettagli | Milano        | Stadio Giuseppe Meazza Stadio Renato Dall'Ara, Bologna (solo 28ª)    | 1º posto in Serie A           |
| Napoli     | dettagli | Napoli        | Stadio San Paolo                                                     | 6º posto in Serie A           |
| Padova     | dettagli | Padova        | Stadio Euganeo                                                       | 4º posto in Serie B, promosso |
| Parma      | dettagli | Parma         | Stadio Ennio Tardini                                                 | 5º posto in Serie A           |
| Reggiana   | dettagli | Reggio Emilia | Stadio Mirabello Stadio Giglio (dalla 27ª)                           | 14º posto in Serie A          |
| Roma       | dettagli | Roma          | Stadio Olimpico                                                      | 7º posto in Serie A           |
| Sampdoria  | dettagli | Genova        | Stadio Luigi Ferraris Stadio Renato Dall'Ara, Bologna (solo 1ª e 3ª) | 4º posto in Serie A           |
| Torino     | dettagli | Torino        | Stadio delle Alpi                                                    | 8º posto in Serie A           |

## Allenatori e primatisti
| Squadra    | Allenatore                                                                                  | Calciatore più presente                                                      | Cannoniere                       |
| ---------- | ------------------------------------------------------------------------------------------- | ---------------------------------------------------------------------------- | -------------------------------- |
| Bari       | Giuseppe Materazzi                                                                          | Gérson (34)                                                                  | Sandro Tovalieri (17)            |
| Brescia    | Adelio Moro e Mircea Lucescu (D.T.) (1ª-20ª) Luigi Maifredi (21ª-26ª) Adelio Moro (27ª-34ª) | Marco Ballotta (32)                                                          | Maurizio Neri (4)                |
| Cagliari   | Angelo Pereni e Óscar Tabárez (D.T.)                                                        | Pierpaolo Bisoli (33)                                                        | Roberto Muzzi (12)               |
| Cremonese  | Luigi Simoni                                                                                | Enrico Chiesa, Luigi Turci (34)                                              | Enrico Chiesa (14)               |
| Fiorentina | Claudio Ranieri                                                                             | Francesco Toldo (34)                                                         | Gabriel Batistuta (26)           |
| Foggia     | Enrico Catuzzi                                                                              | Pasquale De Vincenzo, Francesco Mancini (33)                                 | Pierpaolo Bresciani (7)          |
| Genoa      | Franco Scoglio (1ª-10ª) Giuseppe Marchioro (11ª-24ª) Claudio Maselli (25ª-34ª e spareggio)  | Gennaro Ruotolo, John van 't Schip (33)                                      | Tomáš Skuhravý (12)              |
| Inter      | Ottavio Bianchi                                                                             | Gianluca Pagliuca (34)                                                       | Rubén Sosa (8)                   |
| Juventus   | Marcello Lippi                                                                              | Ciro Ferrara, Fabrizio Ravanelli (33)                                        | Gianluca Vialli (17)             |
| Lazio      | Zdeněk Zeman                                                                                | Pierluigi Casiraghi (34)                                                     | Giuseppe Signori (17)            |
| Milan      | Fabio Capello                                                                               | Sebastiano Rossi (34)                                                        | Marco Simone (17)                |
| Napoli     | Vincenzo Guerini (1ª-6ª) Cané e Vujadin Boškov (D.T.) (7ª-34ª)                              | Giuseppe Taglialatela (33)                                                   | Massimo Agostini (9)             |
| Padova     | Mauro Sandreani                                                                             | Adriano Bonaiuti (34)                                                        | Filippo Maniero (9)              |
| Parma      | Nevio Scala                                                                                 | Lorenzo Minotti (33)                                                         | Gianfranco Zola (19)             |
| Reggiana   | Giuseppe Marchioro (1ª-8ª) Enzo Ferrari (9ª-31ª) Cesare Vitale (32ª-34ª)                    | Luigi De Agostini (33)                                                       | Michele Padovano (7)             |
| Roma       | Carlo Mazzone                                                                               | Giovanni Cervone (33)                                                        | Abel Balbo (22)                  |
| Sampdoria  | Sergio Santarini e Sven-Göran Eriksson (D.T.)                                               | Walter Zenga (34)                                                            | Ruud Gullit, Roberto Mancini (9) |
| Torino     | Rosario Rampanti (1ª-3ª) Lido Vieri (4ª) Nedo Sonetti (5ª-34ª)                              | Roberto Maltagliati, Abedi Pelé, Gianluca Pessotto, Ruggiero Rizzitelli (32) | Ruggiero Rizzitelli (19)         |

## Classifica finale
|        | Pos. | Squadra    | Pt | G  | V  | N  | P  | GF | GS | DR  |
| ------ | ---- | ---------- | -- | -- | -- | -- | -- | -- | -- | --- |
|        | 1.   | Juventus   | 73 | 34 | 23 | 4  | 7  | 59 | 32 | +27 |
| [ 46 ] | 2.   | Parma      | 63 | 34 | 18 | 9  | 7  | 51 | 31 | +20 |
|        | 3.   | Lazio      | 63 | 34 | 19 | 6  | 9  | 69 | 34 | +35 |
|        | 4.   | Milan      | 60 | 34 | 17 | 9  | 8  | 53 | 32 | +21 |
|        | 5.   | Roma       | 59 | 34 | 16 | 11 | 7  | 46 | 25 | +21 |
|        | 6.   | Inter      | 52 | 34 | 14 | 10 | 10 | 39 | 34 | +5  |
|        | 7.   | Napoli     | 51 | 34 | 13 | 12 | 9  | 40 | 45 | -5  |
|        | 8.   | Sampdoria  | 50 | 34 | 13 | 11 | 10 | 51 | 37 | +14 |
|        | 9.   | Cagliari   | 49 | 34 | 13 | 10 | 11 | 40 | 39 | +1  |
|        | 10.  | Fiorentina | 47 | 34 | 12 | 11 | 11 | 61 | 57 | +4  |
|        | 11.  | Torino     | 45 | 34 | 12 | 9  | 13 | 44 | 48 | -4  |
|        | 12.  | Bari       | 44 | 34 | 12 | 8  | 14 | 40 | 43 | -3  |
|        | 13.  | Cremonese  | 41 | 34 | 11 | 8  | 15 | 35 | 38 | -3  |
|        | 14.  | Padova     | 40 | 34 | 12 | 4  | 18 | 37 | 58 | -21 |
|        | 15.  | Genoa      | 40 | 34 | 10 | 10 | 14 | 34 | 49 | -15 |
|        | 16.  | Foggia     | 34 | 34 | 8  | 10 | 16 | 32 | 50 | -18 |
|        | 17.  | Reggiana   | 18 | 34 | 4  | 6  | 24 | 24 | 56 | -32 |
|        | 18.  | Brescia    | 12 | 34 | 2  | 6  | 26 | 18 | 65 | -47 |

Legenda:
      Campione d'Italia e qualificata alla fase a gironi della UEFA Champions League 1995-1996.
      Qualificata ai sedicesimi di finale di Coppa delle Coppe 1995-1996.
      Qualificate ai trentaduesimi di finale di Coppa UEFA 1995-1996.
      Retrocesse in Serie B 1995-1996.
 Retrocessione diretta.
Regolamento:
Tre punti a vittoria, uno a pareggio, zero a sconfitta.
A parità di punti valeva la classifica avulsa, eccetto per l'assegnazione dello scudetto, dei posti salvezza-retrocessione e qualificazione-esclusione dalla Coppa UEFA per i quali era previsto uno spareggio.
Note:
Genoa retrocesso dopo aver perso lo spareggio salvezza con il Padova.

### Squadra campione
| Formazione tipo | Giocatori (presenze)      |
| --- | ------------------------- |
| Peruzzi Ferrara Kohler Carrera Torricelli Di Livio Paulo Sousa Conte Ravanelli Vialli Del Piero | Angelo Peruzzi (26)       |
| Peruzzi Ferrara Kohler Carrera Torricelli Di Livio Paulo Sousa Conte Ravanelli Vialli Del Piero | Ciro Ferrara (33)         |
| Peruzzi Ferrara Kohler Carrera Torricelli Di Livio Paulo Sousa Conte Ravanelli Vialli Del Piero | Jürgen Kohler (19)        |
| Peruzzi Ferrara Kohler Carrera Torricelli Di Livio Paulo Sousa Conte Ravanelli Vialli Del Piero | Massimo Carrera (19)      |
| Peruzzi Ferrara Kohler Carrera Torricelli Di Livio Paulo Sousa Conte Ravanelli Vialli Del Piero | Moreno Torricelli (26)    |
| Peruzzi Ferrara Kohler Carrera Torricelli Di Livio Paulo Sousa Conte Ravanelli Vialli Del Piero | Angelo Di Livio (27)      |
| Peruzzi Ferrara Kohler Carrera Torricelli Di Livio Paulo Sousa Conte Ravanelli Vialli Del Piero | Paulo Sousa (26)          |
| Peruzzi Ferrara Kohler Carrera Torricelli Di Livio Paulo Sousa Conte Ravanelli Vialli Del Piero | Antonio Conte (23)        |
| Peruzzi Ferrara Kohler Carrera Torricelli Di Livio Paulo Sousa Conte Ravanelli Vialli Del Piero | Fabrizio Ravanelli (33)   |
| Peruzzi Ferrara Kohler Carrera Torricelli Di Livio Paulo Sousa Conte Ravanelli Vialli Del Piero | Gianluca Vialli (30)      |
| Peruzzi Ferrara Kohler Carrera Torricelli Di Livio Paulo Sousa Conte Ravanelli Vialli Del Piero | Alessandro Del Piero (29) |
| Altri giocatori: Giancarlo Marocchi (26), Alessio Tacchinardi (24), Sergio Porrini (19), Roberto Baggio (17), Robert Jarni (15), Didier Deschamps (14), Alessandro Orlando (13), Luca Fusi (10), Michelangelo Rampulla (9), Corrado Grabbi (2), Enrico Fantini (1), Lorenzo Squizzi (1), Simone Tognon (1). |                           |

## Risultati

### Tabellone
|            | BAR  | BRE  | CAG  | CRE  | FIO  | FOG  | GEN  | INT  | JUV  | LAZ  | MIL  | NAP  | PAD  | PAR  | REG  | ROM  | SAM  | TOR  |
| ---------- | ---- | ---- | ---- | ---- | ---- | ---- | ---- | ---- | ---- | ---- | ---- | ---- | ---- | ---- | ---- | ---- | ---- | ---- |
| Bari       | –––– | 3-0  | 0-0  | 2-0  | 2-2  | 2-1  | 4-1  | 0-1  | 0-2  | 0-1  | 3-5  | 1-1  | 0-1  | 1-2  | 1-0  | 2-2  | 1-2  | 3-1  |
| Brescia    | 1-2  | –––– | 2-3  | 1-2  | 2-4  | 1-0  | 1-2  | 0-0  | 1-1  | 0-1  | 0-5  | 1-2  | 1-3  | 1-2  | 1-0  | 0-0  | 0-0  | 1-4  |
| Cagliari   | 2-1  | 2-0  | –––– | 1-0  | 2-0  | 2-1  | 1-0  | 1-1  | 3-0  | 1-1  | 1-1  | 0-1  | 2-0  | 2-0  | 4-2  | 0-1  | 0-2  | 1-0  |
| Cremonese  | 0-0  | 0-0  | 2-0  | –––– | 0-0  | 1-3  | 4-1  | 0-1  | 1-2  | 0-0  | 1-0  | 2-0  | 3-0  | 1-1  | 2-1  | 2-5  | 2-0  | 3-0  |
| Fiorentina | 2-0  | 4-0  | 2-1  | 3-1  | –––– | 1-1  | 3-1  | 2-2  | 1-4  | 1-1  | 1-2  | 4-0  | 4-1  | 1-1  | 1-1  | 1-0  | 2-2  | 6-3  |
| Foggia     | 2-2  | 3-1  | 2-0  | 0-1  | 2-1  | –––– | 2-1  | 0-0  | 2-0  | 0-1  | 1-3  | 1-1  | 4-1  | 0-0  | 1-0  | 0-1  | 1-1  | 0-2  |
| Genoa      | 1-1  | 1-0  | 1-1  | 0-1  | 1-1  | 3-0  | –––– | 2-1  | 0-4  | 1-2  | 1-1  | 3-3  | 2-1  | 0-0  | 3-1  | 1-0  | 2-1  | 1-0  |
| Inter      | 1-2  | 1-0  | 1-2  | 0-0  | 3-1  | 3-0  | 2-0  | –––– | 0-0  | 0-2  | 3-1  | 0-2  | 2-1  | 1-1  | 1-0  | 0-1  | 2-0  | 2-1  |
| Juventus   | 2-0  | 2-1  | 3-1  | 1-0  | 3-2  | 2-0  | 1-1  | 0-0  | –––– | 0-3  | 1-0  | 1-0  | 0-1  | 4-0  | 3-1  | 3-0  | 1-0  | 1-2  |
| Lazio      | 1-2  | 1-0  | 0-0  | 1-0  | 8-2  | 7-1  | 4-0  | 4-1  | 3-4  | –––– | 4-0  | 5-1  | 5-1  | 2-2  | 2-0  | 0-3  | 1-0  | 3-0  |
| Milan      | 0-1  | 1-0  | 1-1  | 3-1  | 2-0  | 3-0  | 1-0  | 1-1  | 0-2  | 2-1  | –––– | 1-1  | 1-0  | 1-1  | 2-1  | 1-0  | 0-0  | 5-1  |
| Napoli     | 3-0  | 1-1  | 1-1  | 1-0  | 2-5  | 2-1  | 1-0  | 1-3  | 0-2  | 3-2  | 1-0  | –––– | 3-3  | 1-0  | 1-0  | 0-0  | 2-0  | 1-1  |
| Padova     | 0-2  | 2-0  | 2-1  | 3-2  | 0-1  | 0-0  | 1-1  | 1-0  | 1-2  | 2-0  | 2-0  | 2-0  | –––– | 0-3  | 3-0  | 0-0  | 1-4  | 4-2  |
| Parma      | 1-0  | 4-0  | 2-1  | 2-0  | 3-0  | 2-0  | 0-0  | 3-0  | 1-3  | 2-0  | 2-3  | 2-0  | 1-0  | –––– | 2-1  | 1-0  | 3-2  | 2-0  |
| Reggiana   | 0-1  | 2-0  | 0-0  | 2-0  | 1-1  | 1-1  | 0-1  | 0-1  | 1-2  | 0-0  | 0-4  | 1-2  | 3-0  | 2-2  | –––– | 1-4  | 0-2  | 1-0  |
| Roma       | 2-0  | 3-0  | 1-1  | 1-1  | 2-0  | 1-1  | 3-0  | 3-1  | 3-0  | 0-2  | 0-0  | 1-1  | 2-0  | 1-0  | 2-0  | –––– | 1-0  | 1-1  |
| Sampdoria  | 1-1  | 2-1  | 5-0  | 2-1  | 2-2  | 1-1  | 3-2  | 2-2  | 0-1  | 3-1  | 0-3  | 0-0  | 5-0  | 3-1  | 2-1  | 3-0  | –––– | 1-1  |
| Torino     | 2-0  | 2-0  | 3-2  | 1-1  | 1-0  | 2-0  | 0-0  | 0-2  | 3-2  | 2-0  | 0-0  | 1-1  | 2-0  | 0-2  | 4-0  | 2-2  | 0-0  | –––– |

### Calendario
| andata (1ª) | andata (1ª) | 1ª giornata         | ritorno (18ª) | ritorno (18ª) |
|             |             |                     |               |               |
| 4 set.      | 0-1         | Bari-Lazio          | 2-1           | 29 gen.       |
| 4 set.      | 1-1         | Brescia-Juventus    | 1-2           | 29 gen.       |
| 4 set.      | 2-1         | Fiorentina-Cagliari | 0-2           | 29 gen.       |
| 4 set.      | 1-0         | Milan-Genoa         | 1-1           | 15 feb.       |
| 4 set.      | 1-0         | Napoli-Reggiana     | 2-1           | 29 gen.       |
| 4 set.      | 2-0         | Parma-Cremonese     | 1-1           | 29 gen.       |
| 4 set.      | 1-1         | Roma-Foggia         | 1-0           | 29 gen.       |
| 4 set.      | 5-0         | Sampdoria-Padova    | 4-1           | 29 gen.       |
| 4 set.      | 0-2         | Torino-Inter        | 1-2           | 29 gen.       |

| andata (2ª) | andata (2ª) | 2ª giornata        | ritorno (19ª) | ritorno (19ª) |
|             |             |                    |               |               |
| 11 set.     | 1-1         | Cagliari-Milan     | 1-1           | 12 feb.       |
| 11 set.     | 2-0         | Cremonese-Napoli   | 0-1           | 12 feb.       |
| 11 set.     | 3-1         | Foggia-Brescia     | 0-1           | 12 feb.       |
| 11 set.     | 1-1         | Genoa-Fiorentina   | 1-3           | 12 feb.       |
| 11 set.     | 0-1         | Inter-Roma         | 1-3           | 12 feb.       |
| 11 set.     | 2-0         | Juventus-Bari      | 2-0           | 12 feb.       |
| 11 set.     | 3-0         | Lazio-Torino       | 0-2           | 12 feb.       |
| 11 set.     | 0-3         | Padova-Parma       | 0-1           | 12 feb.       |
| 11 set.     | 0-2         | Reggiana-Sampdoria | 1-2           | 12 feb.       |

| andata (1ª) | andata (1ª) | 1ª giornata         | ritorno (18ª) | ritorno (18ª) |
|             |             |                     |               |               |
| 4 set.      | 0-1         | Bari-Lazio          | 2-1           | 29 gen.       |
| 4 set.      | 1-1         | Brescia-Juventus    | 1-2           | 29 gen.       |
| 4 set.      | 2-1         | Fiorentina-Cagliari | 0-2           | 29 gen.       |
| 4 set.      | 1-0         | Milan-Genoa         | 1-1           | 15 feb.       |
| 4 set.      | 1-0         | Napoli-Reggiana     | 2-1           | 29 gen.       |
| 4 set.      | 2-0         | Parma-Cremonese     | 1-1           | 29 gen.       |
| 4 set.      | 1-1         | Roma-Foggia         | 1-0           | 29 gen.       |
| 4 set.      | 5-0         | Sampdoria-Padova    | 4-1           | 29 gen.       |
| 4 set.      | 0-2         | Torino-Inter        | 1-2           | 29 gen.       |

| andata (2ª) | andata (2ª) | 2ª giornata        | ritorno (19ª) | ritorno (19ª) |
|             |             |                    |               |               |
| 11 set.     | 1-1         | Cagliari-Milan     | 1-1           | 12 feb.       |
| 11 set.     | 2-0         | Cremonese-Napoli   | 0-1           | 12 feb.       |
| 11 set.     | 3-1         | Foggia-Brescia     | 0-1           | 12 feb.       |
| 11 set.     | 1-1         | Genoa-Fiorentina   | 1-3           | 12 feb.       |
| 11 set.     | 0-1         | Inter-Roma         | 1-3           | 12 feb.       |
| 11 set.     | 2-0         | Juventus-Bari      | 2-0           | 12 feb.       |
| 11 set.     | 3-0         | Lazio-Torino       | 0-2           | 12 feb.       |
| 11 set.     | 0-3         | Padova-Parma       | 0-1           | 12 feb.       |
| 11 set.     | 0-2         | Reggiana-Sampdoria | 1-2           | 12 feb.       |

| andata (3ª) | andata (3ª) | 3ª giornata          | ritorno (20ª) | ritorno (20ª) |
|             |             |                      |               |               |
| 18 set.     | 1-0         | Bari-Reggiana        | 1-0           | 19 feb.       |
| 18 set.     | 0-0         | Brescia-Inter        | 0-1           | 19 feb.       |
| 18 set.     | 3-1         | Fiorentina-Cremonese | 0-0           | 19 feb.       |
| 18 set.     | 2-1         | Milan-Lazio          | 0-4           | 19 feb.       |
| 18 set.     | 0-2         | Napoli-Juventus      | 0-1           | 19 feb.       |
| 18 set.     | 2-1         | Parma-Cagliari       | 0-2           | 19 feb.       |
| 18 set.     | 3-0         | Roma-Genoa           | 0-1           | 19 feb.       |
| 18 set.     | 1-1         | Sampdoria-Foggia     | 1-1           | 19 feb.       |
| 18 set.     | 2-0         | Torino-Padova        | 2-4           | 19 feb.       |

| andata (4ª) | andata (4ª) | 4ª giornata        | ritorno (21ª) | ritorno (21ª) |
|             |             |                    |               |               |
| 25 set.     | 2-0         | Cagliari-Brescia   | 3-2           | 26 feb.       |
| 25 set.     | 1-0         | Cremonese-Milan    | 1-3           | 26 feb.       |
| 25 set.     | 0-2         | Foggia-Torino      | 0-2           | 26 feb.       |
| 25 set.     | 3-3         | Genoa-Napoli       | 0-1           | 26 feb.       |
| 25 set.     | 3-1         | Inter-Fiorentina   | 2-2           | 26 feb.       |
| 25 set.     | 1-0         | Juventus-Sampdoria | 1-0           | 26 feb.       |
| 25 set.     | 2-2         | Lazio-Parma        | 0-2           | 26 feb.       |
| 25 set.     | 0-2         | Padova-Bari        | 1-0           | 26 feb.       |
| 25 set.     | 1-4         | Reggiana-Roma      | 0-2           | 26 feb.       |

| andata (3ª) | andata (3ª) | 3ª giornata          | ritorno (20ª) | ritorno (20ª) |
|             |             |                      |               |               |
| 18 set.     | 1-0         | Bari-Reggiana        | 1-0           | 19 feb.       |
| 18 set.     | 0-0         | Brescia-Inter        | 0-1           | 19 feb.       |
| 18 set.     | 3-1         | Fiorentina-Cremonese | 0-0           | 19 feb.       |
| 18 set.     | 2-1         | Milan-Lazio          | 0-4           | 19 feb.       |
| 18 set.     | 0-2         | Napoli-Juventus      | 0-1           | 19 feb.       |
| 18 set.     | 2-1         | Parma-Cagliari       | 0-2           | 19 feb.       |
| 18 set.     | 3-0         | Roma-Genoa           | 0-1           | 19 feb.       |
| 18 set.     | 1-1         | Sampdoria-Foggia     | 1-1           | 19 feb.       |
| 18 set.     | 2-0         | Torino-Padova        | 2-4           | 19 feb.       |

| andata (4ª) | andata (4ª) | 4ª giornata        | ritorno (21ª) | ritorno (21ª) |
|             |             |                    |               |               |
| 25 set.     | 2-0         | Cagliari-Brescia   | 3-2           | 26 feb.       |
| 25 set.     | 1-0         | Cremonese-Milan    | 1-3           | 26 feb.       |
| 25 set.     | 0-2         | Foggia-Torino      | 0-2           | 26 feb.       |
| 25 set.     | 3-3         | Genoa-Napoli       | 0-1           | 26 feb.       |
| 25 set.     | 3-1         | Inter-Fiorentina   | 2-2           | 26 feb.       |
| 25 set.     | 1-0         | Juventus-Sampdoria | 1-0           | 26 feb.       |
| 25 set.     | 2-2         | Lazio-Parma        | 0-2           | 26 feb.       |
| 25 set.     | 0-2         | Padova-Bari        | 1-0           | 26 feb.       |
| 25 set.     | 1-4         | Reggiana-Roma      | 0-2           | 26 feb.       |

| andata (5ª) | andata (5ª) | 5ª giornata      | ritorno (22ª) | ritorno (22ª) |
|             |             |                  |               |               |
| 2 ott.      | 0-0         | Bari-Cagliari    | 1-2           | 5 mar.        |
| 2 ott.      | 1-3         | Cremonese-Foggia | 1-0           | 5 mar.        |
| 2 ott.      | 1-1         | Fiorentina-Lazio | 2-8           | 5 mar.        |
| 2 ott.      | 3-1         | Genoa-Reggiana   | 1-0           | 5 mar.        |
| 2 ott.      | 0-0         | Juventus-Inter   | 0-0           | 5 mar.        |
| 2 ott.      | 1-0         | Milan-Brescia    | 5-0           | 5 mar.        |
| 2 ott.      | 3-3         | Napoli-Padova    | 0-2           | 5 mar.        |
| 2 ott.      | 2-0         | Parma-Torino     | 2-0           | 5 mar.        |
| 2 ott.      | 1-0         | Roma-Sampdoria   | 0-3           | 5 mar.        |

| andata (6ª) | andata (6ª) | 6ª giornata         | ritorno (23ª) | ritorno (23ª) |
|             |             |                     |               |               |
| 16 ott.     | 1-2         | Brescia-Genoa       | 0-1           | 12 mar.       |
| 16 ott.     | 1-0         | Cagliari-Cremonese  | 0-2           | 12 mar.       |
| 16 ott.     | 2-0         | Foggia-Juventus     | 0-2           | 12 mar.       |
| 16 ott.     | 1-2         | Inter-Bari          | 1-0           | 12 mar.       |
| 16 ott.     | 5-1         | Lazio-Napoli        | 2-3           | 12 mar.       |
| 16 ott.     | 2-0         | Padova-Milan        | 0-1           | 12 mar.       |
| 16 ott.     | 1-1         | Reggiana-Fiorentina | 1-1           | 12 mar.       |
| 16 ott.     | 3-1         | Sampdoria-Parma     | 2-3           | 12 mar.       |
| 16 ott.     | 2-2         | Torino-Roma         | 1-1           | 12 mar.       |

| andata (5ª) | andata (5ª) | 5ª giornata      | ritorno (22ª) | ritorno (22ª) |
|             |             |                  |               |               |
| 2 ott.      | 0-0         | Bari-Cagliari    | 1-2           | 5 mar.        |
| 2 ott.      | 1-3         | Cremonese-Foggia | 1-0           | 5 mar.        |
| 2 ott.      | 1-1         | Fiorentina-Lazio | 2-8           | 5 mar.        |
| 2 ott.      | 3-1         | Genoa-Reggiana   | 1-0           | 5 mar.        |
| 2 ott.      | 0-0         | Juventus-Inter   | 0-0           | 5 mar.        |
| 2 ott.      | 1-0         | Milan-Brescia    | 5-0           | 5 mar.        |
| 2 ott.      | 3-3         | Napoli-Padova    | 0-2           | 5 mar.        |
| 2 ott.      | 2-0         | Parma-Torino     | 2-0           | 5 mar.        |
| 2 ott.      | 1-0         | Roma-Sampdoria   | 0-3           | 5 mar.        |

| andata (6ª) | andata (6ª) | 6ª giornata         | ritorno (23ª) | ritorno (23ª) |
|             |             |                     |               |               |
| 16 ott.     | 1-2         | Brescia-Genoa       | 0-1           | 12 mar.       |
| 16 ott.     | 1-0         | Cagliari-Cremonese  | 0-2           | 12 mar.       |
| 16 ott.     | 2-0         | Foggia-Juventus     | 0-2           | 12 mar.       |
| 16 ott.     | 1-2         | Inter-Bari          | 1-0           | 12 mar.       |
| 16 ott.     | 5-1         | Lazio-Napoli        | 2-3           | 12 mar.       |
| 16 ott.     | 2-0         | Padova-Milan        | 0-1           | 12 mar.       |
| 16 ott.     | 1-1         | Reggiana-Fiorentina | 1-1           | 12 mar.       |
| 16 ott.     | 3-1         | Sampdoria-Parma     | 2-3           | 12 mar.       |
| 16 ott.     | 2-2         | Torino-Roma         | 1-1           | 12 mar.       |

| andata (7ª) | andata (7ª) | 7ª giornata        | ritorno (24ª) | ritorno (24ª) |
|             |             |                    |               |               |
| 23 ott.     | 1-2         | Cremonese-Juventus | 0-1           | 19 mar.       |
| 23 ott.     | 4-1         | Fiorentina-Padova  | 1-0           | 19 mar.       |
| 23 ott.     | 0-0         | Foggia-Inter       | 0-3           | 19 mar.       |
| 23 ott.     | 1-2         | Genoa-Lazio        | 0-4           | 19 mar.       |
| 23 ott.     | 0-0         | Milan-Sampdoria    | 3-0           | 19 mar.       |
| 23 ott.     | 3-0         | Napoli-Bari        | 1-1           | 19 mar.       |
| 23 ott.     | 2-1         | Parma-Reggiana     | 2-2           | 19 mar.       |
| 23 ott.     | 1-1         | Roma-Cagliari      | 1-0           | 19 mar.       |
| 23 ott.     | 2-0         | Torino-Brescia     | 4-1           | 19 mar.       |

| andata (8ª) | andata (8ª) | 8ª giornata        | ritorno (25ª) | ritorno (25ª) |
|             |             |                    |               |               |
| 30 ott.     | 4-1         | Bari-Genoa         | 1-1           | 2 apr.        |
| 30 ott.     | 2-4         | Brescia-Fiorentina | 0-4           | 2 apr.        |
| 30 ott.     | 1-0         | Cagliari-Torino    | 2-3           | 2 apr.        |
| 30 ott.     | 1-0         | Inter-Reggiana     | 1-0           | 2 apr.        |
| 30 ott.     | 1-0         | Juventus-Milan     | 2-0           | 1º apr.       |
| 30 ott.     | 1-0         | Lazio-Cremonese    | 0-0           | 2 apr.        |
| 30 ott.     | 0-0         | Padova-Foggia      | 1-4           | 2 apr.        |
| 30 ott.     | 1-0         | Parma-Roma         | 0-1           | 1º apr.       |
| 30 ott.     | 0-0         | Sampdoria-Napoli   | 0-2           | 2 apr.        |

| andata (7ª) | andata (7ª) | 7ª giornata        | ritorno (24ª) | ritorno (24ª) |
|             |             |                    |               |               |
| 23 ott.     | 1-2         | Cremonese-Juventus | 0-1           | 19 mar.       |
| 23 ott.     | 4-1         | Fiorentina-Padova  | 1-0           | 19 mar.       |
| 23 ott.     | 0-0         | Foggia-Inter       | 0-3           | 19 mar.       |
| 23 ott.     | 1-2         | Genoa-Lazio        | 0-4           | 19 mar.       |
| 23 ott.     | 0-0         | Milan-Sampdoria    | 3-0           | 19 mar.       |
| 23 ott.     | 3-0         | Napoli-Bari        | 1-1           | 19 mar.       |
| 23 ott.     | 2-1         | Parma-Reggiana     | 2-2           | 19 mar.       |
| 23 ott.     | 1-1         | Roma-Cagliari      | 1-0           | 19 mar.       |
| 23 ott.     | 2-0         | Torino-Brescia     | 4-1           | 19 mar.       |

| andata (8ª) | andata (8ª) | 8ª giornata        | ritorno (25ª) | ritorno (25ª) |
|             |             |                    |               |               |
| 30 ott.     | 4-1         | Bari-Genoa         | 1-1           | 2 apr.        |
| 30 ott.     | 2-4         | Brescia-Fiorentina | 0-4           | 2 apr.        |
| 30 ott.     | 1-0         | Cagliari-Torino    | 2-3           | 2 apr.        |
| 30 ott.     | 1-0         | Inter-Reggiana     | 1-0           | 2 apr.        |
| 30 ott.     | 1-0         | Juventus-Milan     | 2-0           | 1º apr.       |
| 30 ott.     | 1-0         | Lazio-Cremonese    | 0-0           | 2 apr.        |
| 30 ott.     | 0-0         | Padova-Foggia      | 1-4           | 2 apr.        |
| 30 ott.     | 1-0         | Parma-Roma         | 0-1           | 1º apr.       |
| 30 ott.     | 0-0         | Sampdoria-Napoli   | 0-2           | 2 apr.        |

| andata (9ª) | andata (9ª) | 9ª giornata         | ritorno (26ª) | ritorno (26ª) |
|             |             |                     |               |               |
| 6 nov.      | 2-0         | Cremonese-Sampdoria | 1-2           | 9 apr.        |
| 6 nov.      | 2-0         | Fiorentina-Bari     | 2-2           | 9 apr.        |
| 6 nov.      | 2-0         | Foggia-Cagliari     | 1-2           | 9 apr.        |
| 6 nov.      | 2-1         | Genoa-Inter         | 0-2           | 9 apr.        |
| 6 nov.      | 1-1         | Milan-Parma         | 3-2           | 9 apr.        |
| 6 nov.      | 2-0         | Padova-Brescia      | 3-1           | 9 apr.        |
| 6 nov.      | 0-0         | Reggiana-Lazio      | 0-2           | 9 apr.        |
| 6 nov.      | 1-1         | Roma-Napoli         | 0-0           | 9 apr.        |
| 25 gen.     | 3-2         | Torino-Juventus     | 2-1           | 9 apr.        |

| andata (10ª) | andata (10ª) | 10ª giornata      | ritorno (27ª) | ritorno (27ª) |
|              |              |                   |               |               |
| 20 nov.      | 2-0          | Bari-Cremonese    | 0-0           | 15 apr.       |
| 20 nov.      | 0-0          | Brescia-Roma      | 0-3           | 15 apr.       |
| 20 nov.      | 1-0          | Cagliari-Genoa    | 1-1           | 15 apr.       |
| 20 nov.      | 3-1          | Juventus-Reggiana | 2-1           | 15 apr.       |
| 20 nov.      | 5-1          | Lazio-Padova      | 0-2           | 15 apr.       |
| 20 nov.      | 1-1          | Milan-Inter       | 1-3           | 15 apr.       |
| 20 nov.      | 2-5          | Napoli-Fiorentina | 0-4           | 15 apr.       |
| 20 nov.      | 2-0          | Parma-Foggia      | 0-0           | 15 apr.       |
| 20 nov.      | 1-1          | Sampdoria-Torino  | 0-0           | 15 apr.       |

| andata (9ª) | andata (9ª) | 9ª giornata         | ritorno (26ª) | ritorno (26ª) |
|             |             |                     |               |               |
| 6 nov.      | 2-0         | Cremonese-Sampdoria | 1-2           | 9 apr.        |
| 6 nov.      | 2-0         | Fiorentina-Bari     | 2-2           | 9 apr.        |
| 6 nov.      | 2-0         | Foggia-Cagliari     | 1-2           | 9 apr.        |
| 6 nov.      | 2-1         | Genoa-Inter         | 0-2           | 9 apr.        |
| 6 nov.      | 1-1         | Milan-Parma         | 3-2           | 9 apr.        |
| 6 nov.      | 2-0         | Padova-Brescia      | 3-1           | 9 apr.        |
| 6 nov.      | 0-0         | Reggiana-Lazio      | 0-2           | 9 apr.        |
| 6 nov.      | 1-1         | Roma-Napoli         | 0-0           | 9 apr.        |
| 25 gen.     | 3-2         | Torino-Juventus     | 2-1           | 9 apr.        |

| andata (10ª) | andata (10ª) | 10ª giornata      | ritorno (27ª) | ritorno (27ª) |
|              |              |                   |               |               |
| 20 nov.      | 2-0          | Bari-Cremonese    | 0-0           | 15 apr.       |
| 20 nov.      | 0-0          | Brescia-Roma      | 0-3           | 15 apr.       |
| 20 nov.      | 1-0          | Cagliari-Genoa    | 1-1           | 15 apr.       |
| 20 nov.      | 3-1          | Juventus-Reggiana | 2-1           | 15 apr.       |
| 20 nov.      | 5-1          | Lazio-Padova      | 0-2           | 15 apr.       |
| 20 nov.      | 1-1          | Milan-Inter       | 1-3           | 15 apr.       |
| 20 nov.      | 2-5          | Napoli-Fiorentina | 0-4           | 15 apr.       |
| 20 nov.      | 2-0          | Parma-Foggia      | 0-0           | 15 apr.       |
| 20 nov.      | 1-1          | Sampdoria-Torino  | 0-0           | 15 apr.       |

| andata (11ª) | andata (11ª) | 11ª giornata         | ritorno (28ª) | ritorno (28ª) |
|              |              |                      |               |               |
| 27 nov.      | 1-2          | Brescia-Bari         | 0-3           | 23 apr.       |
| 27 nov.      | 2-2          | Fiorentina-Sampdoria | 2-2           | 23 apr.       |
| 27 nov.      | 1-1          | Foggia-Napoli        | 1-2           | 23 apr.       |
| 27 nov.      | 0-1          | Genoa-Cremonese      | 1-4           | 23 apr.       |
| 27 nov.      | 1-1          | Inter-Parma          | 0-3           | 23 apr.       |
| 27 nov.      | 0-3          | Lazio-Roma           | 2-0           | 23 apr.       |
| 27 nov.      | 1-2          | Padova-Juventus      | 1-0           | 23 apr.       |
| 27 nov.      | 0-0          | Reggiana-Cagliari    | 2-4           | 23 apr.       |
| 21 dic.      | 0-0          | Torino-Milan         | 1-5           | 23 apr.       |

| andata (12ª) | andata (12ª) | 12ª giornata        | ritorno (29ª) | ritorno (29ª) |
|              |              |                     |               |               |
| 4 dic.       | 2-1          | Bari-Foggia         | 2-2           | 30 apr.       |
| 4 dic.       | 1-1          | Cagliari-Lazio      | 0-0           | 30 apr.       |
| 4 dic.       | 0-1          | Cremonese-Inter     | 0-0           | 30 apr.       |
| 4 dic.       | 3-2          | Juventus-Fiorentina | 4-1           | 29 apr.       |
| 11 gen.      | 2-1          | Milan-Reggiana      | 4-0           | 30 apr.       |
| 4 dic.       | 1-1          | Napoli-Torino       | 1-1           | 30 apr.       |
| 4 dic.       | 4-0          | Parma-Brescia       | 2-1           | 29 apr.       |
| 4 dic.       | 2-0          | Roma-Padova         | 0-0           | 30 apr.       |
| 4 dic.       | 3-2          | Sampdoria-Genoa     | 1-2           | 30 apr.       |

| andata (11ª) | andata (11ª) | 11ª giornata         | ritorno (28ª) | ritorno (28ª) |
|              |              |                      |               |               |
| 27 nov.      | 1-2          | Brescia-Bari         | 0-3           | 23 apr.       |
| 27 nov.      | 2-2          | Fiorentina-Sampdoria | 2-2           | 23 apr.       |
| 27 nov.      | 1-1          | Foggia-Napoli        | 1-2           | 23 apr.       |
| 27 nov.      | 0-1          | Genoa-Cremonese      | 1-4           | 23 apr.       |
| 27 nov.      | 1-1          | Inter-Parma          | 0-3           | 23 apr.       |
| 27 nov.      | 0-3          | Lazio-Roma           | 2-0           | 23 apr.       |
| 27 nov.      | 1-2          | Padova-Juventus      | 1-0           | 23 apr.       |
| 27 nov.      | 0-0          | Reggiana-Cagliari    | 2-4           | 23 apr.       |
| 21 dic.      | 0-0          | Torino-Milan         | 1-5           | 23 apr.       |

| andata (12ª) | andata (12ª) | 12ª giornata        | ritorno (29ª) | ritorno (29ª) |
|              |              |                     |               |               |
| 4 dic.       | 2-1          | Bari-Foggia         | 2-2           | 30 apr.       |
| 4 dic.       | 1-1          | Cagliari-Lazio      | 0-0           | 30 apr.       |
| 4 dic.       | 0-1          | Cremonese-Inter     | 0-0           | 30 apr.       |
| 4 dic.       | 3-2          | Juventus-Fiorentina | 4-1           | 29 apr.       |
| 11 gen.      | 2-1          | Milan-Reggiana      | 4-0           | 30 apr.       |
| 4 dic.       | 1-1          | Napoli-Torino       | 1-1           | 30 apr.       |
| 4 dic.       | 4-0          | Parma-Brescia       | 2-1           | 29 apr.       |
| 4 dic.       | 2-0          | Roma-Padova         | 0-0           | 30 apr.       |
| 4 dic.       | 3-2          | Sampdoria-Genoa     | 1-2           | 30 apr.       |

| andata (13ª) | andata (13ª) | 13ª giornata       | ritorno (30ª) | ritorno (30ª) |
|              |              |                    |               |               |
| 11 dic.      | 0-0          | Brescia-Sampdoria  | 1-2           | 7 mag.        |
| 11 dic.      | 1-0          | Fiorentina-Roma    | 0-2           | 7 mag.        |
| 11 dic.      | 1-3          | Foggia-Milan       | 0-3           | 7 mag.        |
| 11 dic.      | 0-0          | Genoa-Parma        | 0-0           | 7 mag.        |
| 11 dic.      | 0-2          | Inter-Napoli       | 3-1           | 7 mag.        |
| 11 dic.      | 3-4          | Lazio-Juventus     | 3-0           | 7 mag.        |
| 11 dic.      | 2-1          | Padova-Cagliari    | 0-2           | 7 mag.        |
| 11 dic.      | 2-0          | Reggiana-Cremonese | 1-2           | 7 mag.        |
| 11 dic.      | 2-0          | Torino-Bari        | 1-3           | 7 mag.        |

| andata (14ª) | andata (14ª) | 14ª giornata       | ritorno (31ª) | ritorno (31ª) |
|              |              |                    |               |               |
| 18 dic.      | 1-2          | Bari-Parma         | 0-1           | 13 mag.       |
| 18 dic.      | 3-0          | Cremonese-Torino   | 1-1           | 14 mag.       |
| 18 dic.      | 1-1          | Fiorentina-Foggia  | 1-2           | 14 mag.       |
| 18 dic.      | 0-2          | Inter-Lazio        | 1-4           | 14 mag.       |
| 18 dic.      | 1-1          | Juventus-Genoa     | 4-0           | 13 mag.       |
| 18 dic.      | 1-1          | Napoli-Brescia     | 2-1           | 14 mag.       |
| 18 dic.      | 3-0          | Reggiana-Padova    | 0-3           | 14 mag.       |
| 18 dic.      | 0-0          | Roma-Milan         | 0-1           | 14 mag.       |
| 18 dic.      | 5-0          | Sampdoria-Cagliari | 2-0           | 14 mag.       |

| andata (13ª) | andata (13ª) | 13ª giornata       | ritorno (30ª) | ritorno (30ª) |
|              |              |                    |               |               |
| 11 dic.      | 0-0          | Brescia-Sampdoria  | 1-2           | 7 mag.        |
| 11 dic.      | 1-0          | Fiorentina-Roma    | 0-2           | 7 mag.        |
| 11 dic.      | 1-3          | Foggia-Milan       | 0-3           | 7 mag.        |
| 11 dic.      | 0-0          | Genoa-Parma        | 0-0           | 7 mag.        |
| 11 dic.      | 0-2          | Inter-Napoli       | 3-1           | 7 mag.        |
| 11 dic.      | 3-4          | Lazio-Juventus     | 3-0           | 7 mag.        |
| 11 dic.      | 2-1          | Padova-Cagliari    | 0-2           | 7 mag.        |
| 11 dic.      | 2-0          | Reggiana-Cremonese | 1-2           | 7 mag.        |
| 11 dic.      | 2-0          | Torino-Bari        | 1-3           | 7 mag.        |

| andata (14ª) | andata (14ª) | 14ª giornata       | ritorno (31ª) | ritorno (31ª) |
|              |              |                    |               |               |
| 18 dic.      | 1-2          | Bari-Parma         | 0-1           | 13 mag.       |
| 18 dic.      | 3-0          | Cremonese-Torino   | 1-1           | 14 mag.       |
| 18 dic.      | 1-1          | Fiorentina-Foggia  | 1-2           | 14 mag.       |
| 18 dic.      | 0-2          | Inter-Lazio        | 1-4           | 14 mag.       |
| 18 dic.      | 1-1          | Juventus-Genoa     | 4-0           | 13 mag.       |
| 18 dic.      | 1-1          | Napoli-Brescia     | 2-1           | 14 mag.       |
| 18 dic.      | 3-0          | Reggiana-Padova    | 0-3           | 14 mag.       |
| 18 dic.      | 0-0          | Roma-Milan         | 0-1           | 14 mag.       |
| 18 dic.      | 5-0          | Sampdoria-Cagliari | 2-0           | 14 mag.       |

| andata (15ª) | andata (15ª) | 15ª giornata      | ritorno (32ª) | ritorno (32ª) |
|              |              |                   |               |               |
| 8 gen.       | 1-0          | Brescia-Reggiana  | 0-2           | 21 mag.       |
| 8 gen.       | 1-1          | Cagliari-Inter    | 2-1           | 21 mag.       |
| 8 gen.       | 2-1          | Foggia-Genoa      | 0-3           | 21 mag.       |
| 8 gen.       | 1-1          | Milan-Napoli      | 0-1           | 18 mag.       |
| 8 gen.       | 3-2          | Padova-Cremonese  | 0-3           | 21 mag.       |
| 8 gen.       | 1-3          | Parma-Juventus    | 0-4           | 21 mag.       |
| 8 gen.       | 2-0          | Roma-Bari         | 2-2           | 21 mag.       |
| 8 gen.       | 3-1          | Sampdoria-Lazio   | 0-1           | 21 mag.       |
| 8 gen.       | 1-0          | Torino-Fiorentina | 3-6           | 21 mag.       |

| andata (16ª) | andata (16ª) | 16ª giornata      | ritorno (33ª) | ritorno (33ª) |
|              |              |                   |               |               |
| 15 gen.      | 3-5          | Bari-Milan        | 1-0           | 28 mag.       |
| 15 gen.      | 0-0          | Cremonese-Brescia | 2-1           | 28 mag.       |
| 15 gen.      | 1-1          | Fiorentina-Parma  | 0-3           | 28 mag.       |
| 15 gen.      | 2-1          | Genoa-Padova      | 1-1           | 28 mag.       |
| 15 gen.      | 2-0          | Inter-Sampdoria   | 2-2           | 28 mag.       |
| 15 gen.      | 3-0          | Juventus-Roma     | 0-3           | 28 mag.       |
| 15 gen.      | 7-1          | Lazio-Foggia      | 1-0           | 28 mag.       |
| 15 gen.      | 1-1          | Napoli-Cagliari   | 1-0           | 28 mag.       |
| 15 gen.      | 1-0          | Reggiana-Torino   | 0-4           | 28 mag.       |

| andata (15ª) | andata (15ª) | 15ª giornata      | ritorno (32ª) | ritorno (32ª) |
|              |              |                   |               |               |
| 8 gen.       | 1-0          | Brescia-Reggiana  | 0-2           | 21 mag.       |
| 8 gen.       | 1-1          | Cagliari-Inter    | 2-1           | 21 mag.       |
| 8 gen.       | 2-1          | Foggia-Genoa      | 0-3           | 21 mag.       |
| 8 gen.       | 1-1          | Milan-Napoli      | 0-1           | 18 mag.       |
| 8 gen.       | 3-2          | Padova-Cremonese  | 0-3           | 21 mag.       |
| 8 gen.       | 1-3          | Parma-Juventus    | 0-4           | 21 mag.       |
| 8 gen.       | 2-0          | Roma-Bari         | 2-2           | 21 mag.       |
| 8 gen.       | 3-1          | Sampdoria-Lazio   | 0-1           | 21 mag.       |
| 8 gen.       | 1-0          | Torino-Fiorentina | 3-6           | 21 mag.       |

| andata (16ª) | andata (16ª) | 16ª giornata      | ritorno (33ª) | ritorno (33ª) |
|              |              |                   |               |               |
| 15 gen.      | 3-5          | Bari-Milan        | 1-0           | 28 mag.       |
| 15 gen.      | 0-0          | Cremonese-Brescia | 2-1           | 28 mag.       |
| 15 gen.      | 1-1          | Fiorentina-Parma  | 0-3           | 28 mag.       |
| 15 gen.      | 2-1          | Genoa-Padova      | 1-1           | 28 mag.       |
| 15 gen.      | 2-0          | Inter-Sampdoria   | 2-2           | 28 mag.       |
| 15 gen.      | 3-0          | Juventus-Roma     | 0-3           | 28 mag.       |
| 15 gen.      | 7-1          | Lazio-Foggia      | 1-0           | 28 mag.       |
| 15 gen.      | 1-1          | Napoli-Cagliari   | 1-0           | 28 mag.       |
| 15 gen.      | 1-0          | Reggiana-Torino   | 0-4           | 28 mag.       |

| \| andata (17ª) \| andata (17ª) \| 17ª giornata \| ritorno (34ª) \| ritorno (34ª) \| \| \| \| \| \| \| \| 22 gen. \| 0-1 \| Brescia-Lazio \| 0-1 \| 4 giu. \| \| 22 gen. \| 3-0 \| Cagliari-Juventus \| 1-3 \| 4 giu. \| \| 22 gen. \| 1-0 \| Foggia-Reggiana \| 1-1 \| 4 giu. \| \| 22 gen. \| 2-0 \| Milan-Fiorentina \| 2-1 \| 4 giu. \| \| 22 gen. \| 1-0 \| Padova-Inter \| 1-2 \| 4 giu. \| \| 22 gen. \| 2-0 \| Parma-Napoli \| 0-1 \| 4 giu. \| \| 22 gen. \| 1-1 \| Roma-Cremonese \| 5-2 \| 4 giu. \| \| 22 gen. \| 1-1 \| Sampdoria-Bari \| 2-1 \| 4 giu. \| \| 22 gen. \| 0-0 \| Torino-Genoa \| 0-1 \| 4 giu. \| |              |                   |               |               |
| andata (17ª) | andata (17ª) | 17ª giornata      | ritorno (34ª) | ritorno (34ª) |
| |              |                   |               |               |
| 22 gen. | 0-1          | Brescia-Lazio     | 0-1           | 4 giu.        |
| 22 gen. | 3-0          | Cagliari-Juventus | 1-3           | 4 giu.        |
| 22 gen. | 1-0          | Foggia-Reggiana   | 1-1           | 4 giu.        |
| 22 gen. | 2-0          | Milan-Fiorentina  | 2-1           | 4 giu.        |
| 22 gen. | 1-0          | Padova-Inter      | 1-2           | 4 giu.        |
| 22 gen. | 2-0          | Parma-Napoli      | 0-1           | 4 giu.        |
| 22 gen. | 1-1          | Roma-Cremonese    | 5-2           | 4 giu.        |
| 22 gen. | 1-1          | Sampdoria-Bari    | 2-1           | 4 giu.        |
| 22 gen. | 0-0          | Torino-Genoa      | 0-1           | 4 giu.        |

| andata (17ª) | andata (17ª) | 17ª giornata      | ritorno (34ª) | ritorno (34ª) |
|              |              |                   |               |               |
| 22 gen.      | 0-1          | Brescia-Lazio     | 0-1           | 4 giu.        |
| 22 gen.      | 3-0          | Cagliari-Juventus | 1-3           | 4 giu.        |
| 22 gen.      | 1-0          | Foggia-Reggiana   | 1-1           | 4 giu.        |
| 22 gen.      | 2-0          | Milan-Fiorentina  | 2-1           | 4 giu.        |
| 22 gen.      | 1-0          | Padova-Inter      | 1-2           | 4 giu.        |
| 22 gen.      | 2-0          | Parma-Napoli      | 0-1           | 4 giu.        |
| 22 gen.      | 1-1          | Roma-Cremonese    | 5-2           | 4 giu.        |
| 22 gen.      | 1-1          | Sampdoria-Bari    | 2-1           | 4 giu.        |
| 22 gen.      | 0-0          | Torino-Genoa      | 0-1           | 4 giu.        |

## Spareggi

### Spareggio salvezza
|        | Risultati     |       | Luogo e data            |
| ------ | ------------- | ----- | ----------------------- |
| Padova | 1-1 (5-4 dtr) | Genoa | Firenze, 10 giugno 1995 |
|        |               |       |                         |

## Statistiche

### Squadre

#### Capoliste solitarie
|    | —— | ——  | —— | —— | ——  | ——    | ——    | ——    | ——    | ——    | ——    | ——  | ——  | ——       | ——       | ——       | ——       | ——       | ——       | ——       | ——       | ——       | ——       | ——       | ——       | ——       | ——       | ——       | ——       | ——       | ——       | ——       | ——       | —— |  |
|    |    | Par |    |    | Rom | Parma | Parma | Parma | Parma | Parma | Parma | Juv | Par | Juventus | Juventus | Juventus | Juventus | Juventus | Juventus | Juventus | Juventus | Juventus | Juventus | Juventus | Juventus | Juventus | Juventus | Juventus | Juventus | Juventus | Juventus | Juventus | Juventus |    |  |
|    |    |     |    |    |     |       |       |       |       |       |       |     |     |          |          |          |          |          |          |          |          |          |          |          |          |          |          |          |          |          |          |          |          |    |  |
|    |    |     |    |    |     |       |       |       |       |       |       |     |     |          |          |          |          |          |          |          |          |          |          |          |          |          |          |          |          |          |          |          |          |    |  |
| 1ª | 2ª | 3ª  | 4ª | 5ª | 6ª  | 7ª    | 8ª    | 9ª    | 10ª   | 11ª   | 12ª   | 13ª | 14ª | 15ª      | 16ª      | 17ª      | 18ª      | 19ª      | 20ª      | 21ª      | 22ª      | 23ª      | 24ª      | 25ª      | 26ª      | 27ª      | 28ª      | 29ª      | 30ª      | 31ª      | 32ª      | 33ª      | 34ª      |    |  |

#### Classifica in divenire
Fonte
|            | 1ª | 2ª | 3ª | 4ª | 5ª | 6ª | 7ª | 8ª | 9ª  | 10ª | 11ª | 12ª | 13ª | 14ª | 15ª | 16ª | 17ª | 18ª | 19ª | 20ª | 21ª | 22ª | 23ª | 24ª | 25ª | 26ª | 27ª | 28ª | 29ª | 30ª | 31ª | 32ª | 33ª | 34ª |
|            |    |    |    |    |    |    |    |    |     |     |     |     |     |     |     |     |     |     |     |     |     |     |     |     |     |     |     |     |     |     |     |     |     |     |
| ---------- | -- | -- | -- | -- | -- | -- | -- | -- | --- | --- | --- | --- | --- | --- | --- | --- | --- | --- | --- | --- | --- | --- | --- | --- | --- | --- | --- | --- | --- | --- | --- | --- | --- | --- |
| Bari       | 0  | 0  | 3  | 6  | 7  | 10 | 10 | 13 | 13  | 16  | 19  | 22  | 22  | 22  | 22  | 22  | 23  | 26  | 26  | 29  | 29  | 29  | 29  | 30  | 31  | 32  | 33  | 36  | 37  | 40  | 40  | 41  | 44  | 44  |
| Brescia    | 1  | 1  | 2  | 2  | 2  | 2  | 2  | 2  | 2   | 3   | 3   | 3   | 4   | 5   | 8   | 9   | 9   | 9   | 12  | 12  | 12  | 12  | 12  | 12  | 12  | 12  | 12  | 12  | 12  | 12  | 12  | 12  | 12  | 12  |
| Cagliari   | 0  | 1  | 1  | 4  | 5  | 8  | 9  | 12 | 12  | 15  | 16  | 17  | 17  | 17  | 18  | 19  | 22  | 25  | 26  | 29  | 32  | 35  | 35  | 35  | 35  | 38  | 39  | 42  | 43  | 46  | 46  | 49  | 49  | 49  |
| Cremonese  | 0  | 3  | 3  | 6  | 6  | 6  | 6  | 6  | 9   | 9   | 12  | 12  | 12  | 15  | 15  | 16  | 17  | 18  | 18  | 19  | 19  | 22  | 25  | 25  | 26  | 26  | 27  | 30  | 31  | 34  | 35  | 38  | 41  | 41  |
| Fiorentina | 3  | 4  | 7  | 7  | 8  | 9  | 12 | 15 | 18  | 21  | 22  | 22  | 25  | 26  | 26  | 27  | 27  | 27  | 30  | 31  | 32  | 32  | 33  | 36  | 39  | 40  | 43  | 44  | 44  | 44  | 44  | 47  | 47  | 47  |
| Foggia     | 1  | 4  | 5  | 5  | 8  | 11 | 12 | 13 | 16  | 16  | 17  | 17  | 17  | 18  | 21  | 21  | 24  | 24  | 24  | 25  | 25  | 25  | 25  | 25  | 28  | 28  | 29  | 29  | 30  | 30  | 33  | 33  | 33  | 34  |
| Genoa      | 0  | 1  | 1  | 2  | 5  | 8  | 8  | 8  | 11  | 11  | 11  | 11  | 12  | 13  | 13  | 16  | 17  | 17* | 17  | 21* | 21  | 24  | 27  | 27  | 28  | 28  | 29  | 29  | 32  | 33  | 33  | 36  | 37  | 40  |
| Inter      | 3  | 3  | 4  | 7  | 8  | 8  | 9  | 12 | 12  | 13  | 14  | 17  | 17  | 17  | 18  | 21  | 21  | 24  | 24  | 27  | 28  | 29  | 32  | 35  | 38  | 41  | 44  | 44  | 45  | 48  | 48  | 48  | 49  | 52  |
| Juventus   | 1  | 4  | 7  | 10 | 11 | 11 | 14 | 17 | 17  | 20  | 23  | 26  | 29  | 30  | 33  | 36  | 36  | 39  | 42  | 45  | 48  | 49  | 52  | 55  | 58  | 58  | 61  | 61  | 64  | 64  | 67  | 70  | 70  | 73  |
| Lazio      | 3  | 6  | 6  | 7  | 8  | 11 | 14 | 17 | 18  | 21  | 21  | 22  | 22  | 25  | 25  | 28  | 31  | 31  | 31  | 34  | 34  | 37  | 37  | 40  | 41  | 44  | 44  | 47  | 48  | 51  | 54  | 57  | 60  | 63  |
| Milan      | 3  | 4  | 7  | 7  | 10 | 10 | 11 | 11 | 12  | 13  | 14  | 17  | 20  | 21  | 22  | 25  | 28  | 28* | 29  | 30* | 33  | 36  | 39  | 42  | 42  | 45  | 45  | 48  | 51  | 54  | 57  | 57  | 57  | 60  |
| Napoli     | 3  | 3  | 3  | 4  | 5  | 5  | 8  | 9  | 10  | 10  | 11  | 12  | 15  | 16  | 17  | 18  | 18  | 21  | 24  | 24  | 27  | 27  | 30  | 31  | 34  | 35  | 35  | 38  | 39  | 39  | 42  | 45  | 48  | 51  |
| Padova     | 0  | 0  | 0  | 0  | 1  | 4  | 4  | 5  | 8   | 8   | 8   | 8   | 11  | 11  | 14  | 14  | 17  | 17  | 17  | 20  | 23  | 26  | 26  | 26  | 26  | 29  | 32  | 35  | 36  | 36  | 39  | 39  | 40  | 40  |
| Parma      | 3  | 6  | 9  | 10 | 13 | 13 | 16 | 19 | 20  | 23  | 24  | 27  | 28  | 31  | 31  | 32  | 35  | 36  | 39  | 39  | 42  | 45  | 48  | 49  | 49  | 49  | 50  | 53  | 56  | 57  | 60  | 60  | 63  | 63  |
| Reggiana   | 0  | 0  | 0  | 0  | 0  | 1  | 1  | 1  | 2   | 2   | 3   | 3   | 6   | 9   | 9   | 12  | 12  | 12  | 12  | 12  | 12  | 12  | 13  | 14  | 14  | 14  | 14  | 14  | 14  | 14  | 14  | 17  | 17  | 18  |
| Roma       | 1  | 4  | 7  | 10 | 13 | 14 | 15 | 15 | 16  | 17  | 20  | 23  | 23  | 24  | 27  | 27  | 28  | 31  | 34  | 34  | 37  | 37  | 38  | 41  | 44  | 45  | 48  | 48  | 49  | 52  | 52  | 53  | 56  | 59  |
| Sampdoria  | 3  | 6  | 7  | 7  | 7  | 10 | 11 | 12 | 12  | 13  | 14  | 17  | 18  | 21  | 24  | 24  | 25  | 28  | 31  | 32  | 32  | 35  | 35  | 35  | 35  | 38  | 39  | 40  | 40  | 43  | 46  | 46  | 47  | 50  |
| Torino     | 0  | 0  | 3  | 6  | 6  | 7  | 10 | 10 | 10* | 11  | 12  | 13  | 16  | 16  | 19  | 19  | 20  | 23* | 26  | 26  | 29  | 29  | 30  | 33  | 36  | 39  | 40  | 40  | 41  | 41  | 42  | 42  | 45  | 45  |

* L'asterisco indica che l'incontro è stato rinviato o sospeso e, presente sia in corrispondenza del turno rinviato, che del turno immediatamente successivo al recupero, segnala che nella stessa giornata successiva al recupero, la formazione dispone di un punteggio maggiore. L'asterisco non compare quando la squadra è uscita sconfitta dal recupero (ne in corrispondenza del rinvio, e ne per il recupero stesso).

#### Classifiche di rendimento

##### Rendimento andata-ritorno
| Andata     | Andata | Ritorno    | Ritorno |
|            |        |            |         |
| Juventus   | 36     | Juventus   | 37      |
| Parma      | 35     | Napoli     | 33      |
| Lazio      | 31     | Lazio      | 32      |
| Milan      | 28     | Milan      | 32      |
| Roma       | 28     | Inter      | 31      |
| Fiorentina | 27     | Roma       | 31      |
| Sampdoria  | 25     | Parma      | 28      |
| Foggia     | 24     | Cagliari   | 27      |
| Bari       | 23     | Sampdoria  | 25      |
| Torino     | 23     | Cremonese  | 24      |
| Cagliari   | 22     | Padova     | 23      |
| Inter      | 21     | Genoa      | 23      |
| Napoli     | 18     | Torino     | 22      |
| Cremonese  | 17     | Bari       | 21      |
| Genoa      | 17     | Fiorentina | 20      |
| Padova     | 17     | Foggia     | 10      |
| Reggiana   | 12     | Reggiana   | 6       |
| Brescia    | 9      | Brescia    | 3       |

##### Rendimento casa-trasferta
| In casa    | In casa | In trasferta | In trasferta |
|            |         |              |              |
| Parma      | 43      | Juventus     | 35           |
| Juventus   | 38      | Lazio        | 25           |
| Lazio      | 38      | Milan        | 25           |
| Cagliari   | 36      | Roma         | 23           |
| Roma       | 36      | Bari         | 22           |
| Milan      | 35      | Inter        | 22           |
| Fiorentina | 33      | Parma        | 20           |
| Sampdoria  | 33      | Napoli       | 19           |
| Torino     | 33      | Sampdoria    | 17           |
| Napoli     | 32      | Fiorentina   | 14           |
| Genoa      | 30      | Cagliari     | 13           |
| Inter      | 30      | Cremonese    | 12           |
| Padova     | 30      | Torino       | 12           |
| Cremonese  | 29      | Genoa        | 10           |
| Foggia     | 26      | Padova       | 10           |
| Bari       | 22      | Foggia       | 8            |
| Reggiana   | 17      | Brescia      | 2            |
| Brescia    | 10      | Reggiana     | 1            |

#### Primati stagionali
- Maggior numero di partite vinte: 23 (Juventus)
- Minor numero di partite perse: 7 (Juventus, Parma e Roma)
- Massimo dei pareggi: 12 (Napoli)
- Minor numero di partite vinte: 2 (Brescia)
- Maggior numero di partite perse: 26 (Brescia)
- Minimo dei pareggi: 4 (Juventus e Padova)
- Miglior attacco: 69 (Lazio)
- Miglior difesa 25 (Roma)
- Miglior differenza reti: 35 (Lazio)
- Peggior attacco: 18 (Brescia)
- Peggior difesa: 65 (Brescia)
- Peggior differenza reti: −47 (Brescia)
- Partita con più reti segnate: Lazio-Fiorentina 8-2 (10)
- Partita con maggior scarto di reti: Lazio-Fiorentina 8-2 (6)

### Individuali

#### Classifica dei marcatori
Nel corso del campionato furono segnati complessivamente 733 gol (di cui 31 su autorete e 81 su calcio di rigore) da 192 diversi giocatori, per una media di 2,53 gol a partita.
Da segnalare le quadriplette messe a segno da Dejan Savićević in Bari-Milan 3-5 della 16ª giornata e da Pierluigi Casiraghi in Lazio-Fiorentina 8-2 della 22ª giornata.
Di seguito, la classifica dei marcatori.
| Gol | Rigori |  | Giocatore           | Squadra                 |
| --- | ------ |  | ------------------- | ----------------------- |
| 26  | 8      |  | Gabriel Batistuta   | Fiorentina              |
| 22  | 5      |  | Abel Balbo          | Roma                    |
| 19  | 2      |  | Ruggiero Rizzitelli | Torino                  |
| 19  | 6      |  | Gianfranco Zola     | Parma                   |
| 17  | 3      |  | Giuseppe Signori    | Lazio                   |
| 17  | 2      |  | Marco Simone        | Milan                   |
| 17  | 1      |  | Sandro Tovalieri    | Bari                    |
| 17  | 1      |  | Gianluca Vialli     | Juventus                |
| 15  | 2      |  | Fabrizio Ravanelli  | Juventus                |
| 14  | 5      |  | Enrico Chiesa       | Cremonese               |
| 12  | 1      |  | Roberto Muzzi       | Cagliari                |
| 12  | 3      |  | Tomáš Skuhravý      | Genoa                   |
| 12  |        |  | Ruud Gullit         | Milan (3) Sampdoria (9) |
| 12  | 1      |  | Pierluigi Casiraghi | Lazio                   |
| 10  |        |  | Abedi Pelé          | Torino                  |

## Media-spettatori
La media-spettatori di questo campionato fu di 29 154 presenze a partita.
| Club       | Pos. | Media  |
| ---------- | ---- | ------ |
| Milan      | 1    | 56 659 |
| Roma       | 2    | 56 356 |
| Lazio      | 3    | 48 715 |
| Juventus   | 4    | 47 866 |
| Inter      | 5    | 40 523 |
| Napoli     | 6    | 37 579 |
| Fiorentina | 7    | 34 401 |
| Sampdoria  | 8    | 27 550 |
| Bari       | 9    | 27 459 |
| Parma      | 10   | 23 636 |
| Torino     | 11   | 22 205 |
| Genoa      | 12   | 21 717 |
| Cagliari   | 13   | 17 441 |
| Padova     | 14   | 14 788 |
| Foggia     | 15   | 14 004 |
| Reggiana   | 16   | 13 884 |
| Brescia    | 17   | 10 794 |
| Cremonese  | 18   | 9 189  |